# Vincenzo Cutelli
Vincenzo Cutelli (Catania, 1542 – Roma, 28 giugno 1597) è stato un vescovo cattolico italiano.

## Biografia
Nacque verso il 1542 da una famiglia che aveva dato alla città già numerosi giuristi e pubblici amministratori; studente di medicina e di teologia, completò gli studi a Roma e si laureò il 15 agosto 1570 in utroque iure, con una tesi di diritto canonico de filiis presbiterorum e in diritto civile de tutoribus. Probabilmente per volontà della famiglia lo stesso anno si recò presso la corte spagnola, dove in breve tempo riuscì ad entrare nelle grazie di Filippo II. Il monarca lo nominò cappellano regio e gli affidò anche incarichi delicati, come la visita alla diocesi di Tortosa. Nel 1576 il re lo candidò come vescovo di Catania. Molto probabilmente la nomina reale fu il risultato di un desiderio personale di Cutelli, tanto è vero che lo stesso sollecitò con insistenza la emanazione della bolla pontificia, trasferendosi per un lungo periodo a Roma. Nel viaggio di ritorno verso Roma fece naufragio e perse tutto ciò che aveva, tanto da dover richiedere un consistente prestito alla famiglia.
Fu nominato vescovo di Catania l'11 settembre 1577 e consacrato il 22 settembre dello stesso anno dal cardinale Giulio Antonio Santori. La sua carica fu resa esecutoria in Sicilia l'11 settembre 1578, dopo qualche mese che aveva preso possesso del vescovado.
Fin dalla sua nomina del 1576 aveva denunciato lo stato di rovina materiale e di dissesto patrimoniale in cui versava la Chiesa catanese, che addebitava al disinteresse dei suoi predecessori; negli anni in cui fu vescovo proseguì con forza nel risanare il patrimonio della Chiesa, andando contro gli interessi e i favori di personaggi influenti, tra i quali anche i suoi stessi familiari. Fortunatamente poteva godere dell'appoggio del sovrano e del viceré, dato che la Chiesa catanese era un patronato regio, anzi senza alcun problema lo stesso viceré gli concesse littere favorabiles, esortando ufficiali spirituali e temporali a prestargli aiuto a sua richiesta, anche mandando in carcere persone in suo nome. Su suggerimento di Cutelli, nel 1580 il viceré concesse che Pedro Butron, visitatore ecclesiastico delle chiese di Val di Noto, potesse svolgere attività esattoriali; inoltre, sempre il viceré sostenne le accuse di parzialità mosse da Cutelli contro Nicola Stizzia, giudice della Monarchia, che tra il 1581 e il 1582 aveva ricevuto il compito di giudicare le cause di reintegrazione del patrimonio della Chiesa. Precedentemente, nel 1579, il re gli aveva concesso una mercede di 4000 scudi una tantum e la facoltà di riscuotere gli interessi maturati della sede vacante fin dal giorno della sua presentazione reale come vescovo. La somma ottenuta, circa 1600 onze, venne usata per la ristrutturazione della chiesa, incluso un nuovo coro ligneo, ancora presente, che innescò una nuova diatriba con i giurati di Catania per lo spostamento dall'abside dei loro sedili. In seguito a ciò vi fu furono varie scaramucce, come quando i giurati occuparono il posto riservato al sovrano, perché il vescovo aveva fatto costruiree un talamo più alto e vasto del dovuto. Per chiudere la vicenda, intervenne il viceré che nel 1581 costrinse il vescovo a riportare ogni cosa come prima. In ogni modo i giurati continuarono a complottare contro il vescovo e mossero una serie di accuse, come quando lo accusarono di aver deturpato l'interno della cattedrale, perché aveva fatto smontare alcune sacre immagini su tavola, per poi riusarle per altre funzioni o perché aveva deciso di portare alcune sepolture all'esterno della cattedrale, tra le quali quella di Artale d'Alagona.
Morì a Roma in fama di santità il 28 giugno 1597 e venne sepolto nella basilica di Sant'Andrea delle Fratte.

## Genealogia episcopale
La genealogia episcopale è:
- Cardinale Scipione Rebiba
- Cardinale Giulio Antonio Santori
- Vescovo Vincenzo Cutelli